# بريناي
بريناي (بالإنجليزية: Prienai) هي مدينة تقع في ليتوانيا في مقاطعة كاوناس. يقدر عدد سكانها بـ 11,131 نسمة .

## المدن التوأمة
مدن هوفاليز، ألتيا، باد كوتستينغ، Bellagio، Granville، هولستيبرو، ميرسن، Niederanven، بروزة، Sesimbra Municipality، Sherborne، كاركيلا، Oxelösund، يودنبورغ، خوينا، كوسيغ، سيغولدا، سوشيتسا، Türi، زفولن، مارساسكالا، سيريت، Agros، شكوفجا لوكا، تريافنا وبوندوران هي مدن توأمة لـبريناي.

## أعلام
- جيديميناس ماسينا
- إدفيناس شيشكوس
- جفيداس سبيكس
- بلوما زيغارنيك